# Клименко, Леонид Владимирович
Клименко Леонид Владимирович (28 апреля 1895, Тифлис, Российская империя — 28 августа 1942, Рыбинск, Ярославская область, РСФСР, СССР) — инженер-механик, конструктор, доктор технических наук, профессор, заведующий кафедрой автомобилей и тракторов ЛПИ, специалист в области двигателей внутреннего сгорания, разработчик первого отечественного трактора на Челябинском тракторном заводе, технический директор на заводах «Красный путиловец» и Горьковский автомобильный завод, организатор тракторного производства в СССР.

## Биография
Родился 28 апреля 1895 года в Тифлисе. Окончил гимназию в Москве в 1913 году и в тот же год поступил на механическое отделение Санкт-Петербургского политехнического института. В 1918 году защитил диплом и оставлен для научной и преподавательской работы в Петроградском политехническом институте. С мая 1920 года преподаватель, а с 1930 года профессор по кафедрам теории и расчета автомобильных двигателей, автомобилей и тракторов, двигателей внутреннего сгорания. С ноября 1935 года заведующий лабораторией, а с 1938 года и заведующий кафедрой "Автомобилей и тракторов". Последовательно защитил кандидатскую и докторскую диссертации (Доктор технических наук). Получил ученое звание профессора.
Одновременно работал в Ленинградских проектных институтах и на производстве. был Главным инженером проекта первого полностью отечественного трактора на Челябинском тракторном заводе.  1.5 года стажировался в США. После стажировки назначен на должность Главного инженера по новому (тракторному) производству на заводе "Красный Путиловец" в Ленинграде (ныне - "Кировский завод). После налаживания серийного производства тракторов на "Красном Путиловце", Л.В. Клименко был переведен помощником технического директора Горьковского автомобильного завода. Является автором десятков научных работ по автомобиле- и тракторостроению, по двигателям внутреннего сгорания, неоднократно переиздававшихся, подготовил десятки кандидатов и докторов наук.
Во время блокады Ленинграда продолжал работать заведующим кафедры "Автомобили и тракторы" в Ленинградском политехническом институте, являлся техническим консультантом по производству  и ремонту таков Т-34 и КВ на Кировском заводе. 14.02.1942 года по абсолютно надуманному поводу был арестован и приговорен ВТ НКВД ЛВО к расстрелу, замененному постановлением Президиума Верховного Совета СССР на 10 лет ИТЛ. 28.08.1942 года умер в Рыбинском лагере.
Полностью реабилитирован в 1954 году. 
. 